# Река Чусовая (природный парк)
«Река Чусовая» — природный парк в Свердловской области, на территории муниципальноно образования «город Нижний Тагил», Шалинского городского округа и городского округа Староуткинск. Открыт с 17 июня 2004 года постановлением Правительства Свердловской области. Парк расположен в среднем течении реки Чусовая. Администрация парка находится в городе Нижний Тагил. Базы расположены в посёлке Староуткинск и деревнях Усть-Утка и Баронская Пригородного района. Положение об особо охраняемой природной территории областного значения "Природный парк «Река Чусовая» утверждено Постановлением Правительства Свердловской области от 17 июня 2004 г. № 519-ПП.
Территория парка состоит из двух участков — Чусовского и Висимского.
Чусовской участок общей площадью 56771 га (74 %), расположен вдоль реки Чусовой. Протяженность 148 км по течению реки — от Камня Софронинского у границы с городом Первоуральском на юго-востоке до Камня Самаринского у границы с Пермским краем на северо-западе. На территории участка расположен посёлок Староуткинск, сёла Чусовое и Сулём, деревни Курья, Мартьяново, Усть-Утка, Баронская, Харёнки, Ёква. Здесь находится большая часть памятников природы — 37 скал.
Висимский участок общей площадью 20375 га (26 %) расположен в Горноуральском городском округе. На территории участка посёлки Висимо-Уткинск и Висим с домом-музеем уральского писателя Д. Н. Мамина-Сибиряка. Имеется также памятник природы озеро Бездонное.